# Аттіка (Індіана)
Аттіка (англ. Attica) — місто (англ. city) в США, в окрузі Фаунтен штату Індіана. Населення — 3036 осіб (2020).

## Географія
Аттіка розташована за координатами 40°17′16″ пн. ш. 87°14′42″ зх. д. / 40.28778° пн. ш. 87.24500° зх. д. (40.287667, -87.244989).  За даними Бюро перепису населення США в 2010 році місто мало площу 4,14 км², уся площа — суходіл.

## Демографія
Згідно з переписом 2010 року, у місті мешкало 3245 осіб у 1308 домогосподарствах у складі 843 родин. Густота населення становила 783 особи/км².  Було 1507 помешкань (364/км²).
Расовий склад населення:
| - 97,8 % — білих - 0,3 % — азіатів - 0,2 % — корінних американців - 0,1 % — чорних або афроамериканців |

До двох чи більше рас належало 1,0 %. Частка іспаномовних становила 2,4 % від усіх жителів.
За віковим діапазоном населення розподілялося таким чином: 25,2 % — особи молодші 18 років, 57,6 % — особи у віці 18—64 років, 17,2 % — особи у віці 65 років та старші. Медіана віку мешканця становила 38,9 року. На 100 осіб жіночої статі у місті припадало 95,7 чоловіків;  на 100 жінок у віці від 18 років та старших — 90,7 чоловіків також старших 18 років.
Середній дохід на одне домашнє господарство  становив 47 992 долари США (медіана — 37 019), а середній дохід на одну сім'ю — 55 743 долари (медіана — 43 700). Медіана доходів становила 36 997 доларів для чоловіків та 32 409 доларів для жінок. За межею бідності перебувало 15,6 % осіб, у тому числі 15,1 % дітей у віці до 18 років та 11,2 % осіб у віці 65 років та старших.
Цивільне працевлаштоване населення становило 1459 осіб. Основні галузі зайнятості: виробництво — 40,0 %, роздрібна торгівля — 13,0 %, освіта, охорона здоров'я та соціальна допомога — 11,3 %.